# Viçosa (ort i Brasilien, Minas Gerais, Viçosa, lat -20,75, long -42,88)
Viçosa är en ort i Brasilien.   Den ligger i kommunen Viçosa och delstaten Minas Gerais, i den sydöstra delen av landet, 800 km sydost om huvudstaden Brasília. Viçosa ligger 656 meter över havet och antalet invånare är 68 680.
Terrängen runt Viçosa är huvudsakligen platt. Viçosa ligger nere i en dal. Viçosa är det största samhället i trakten.
Omgivningarna runt Viçosa är huvudsakligen savann. Runt Viçosa är det ganska tätbefolkat, med 67 invånare per kvadratkilometer.